# 鈴木善久
鈴木善久（すずきよしひさ、1955年6月21日 - ）は、日本の実業家。伊藤忠商事副会長。

## 人物
東京都出身。1979年東京大学工学部卒業後、伊藤忠商事入社。2000年航空宇宙部長。2003年航空宇宙・電子部門長。2003年執行役員。2006年常務執行役員 伊藤忠インターナショナル会社エグゼクティブ バイス プレジデント（兼）伊藤忠インターナショナル会社CAO （兼）伊藤忠カナダ会社社長 。2007年伊藤忠インターナショナル会社社長（CEO）（兼）伊藤忠カナダ会社社長。2011年顧問。2011年ジャムコ代表取締役副社長。2012年ジャムコ代表取締役社長。2016年専務執行役員 情報・金融カンパニー プレジデント。2016年代表取締役専務執行役員 情報・金融カンパニー プレジデント。2018年代表取締役社長COO。2020年代表取締役社長COO（兼）CDO・CIO。2021年取締役副会長。2022年副会長、日本アゼルバイジャン経済委員会会長。